# Орешников, Владимир Михайлович
Владимир Михайлович Орешников (1 сентября 1924, Ленинское, Туркестанская АССР — 18 января 2008, Владивосток) — командир расчёта 45-мм пушки 141-го гвардейского стрелкового полка гвардии старший сержант — на момент представления к награждению орденом Славы 1-й степени.

## Биография
Родился 1 сентября 1924 года в селе Покровское, Куршаб Узгенского района Ошской области Кыргызской республики,. Окончил 7 классов и 2 курса живописно-педагогического училища в городе Сталинабад. Работал учётчиком Сары-Ассишкской МТС Бухарской области Узбекской ССР.
В августе 1942 года был призван в Красную Армию Сары-Ассишкским райвоенкоматом. Учился на курсах при военно-пехотном училище в городе Ташкент. В боях Великой Отечественной войны с февраля 1943 года. В боях под городом Орёл летом 1943 года был ранен. Вернулся на фронт в конце 1943 года, теперь уже под город Невель. В марте 1944 года и здесь был снова ранен.
Вернувшись на фронт летом 1944 года был зачислен в расчёт 45-мм пушки 141-го гвардии стрелкового полка 46-й гвардейской стрелковой дивизии, был помощником наводчика, командиром расчёта.
15 августа 1944 года в бою у населённого пункта Скайсткалне гвардии старший сержант Орешников заменил вышедшего из строя наводчика и метким огнём поразил 2 огневые точки и более 10 вражеских солдат.
Приказом по частям 46-й гвардейской стрелковой дивизии от 5 сентября 1944 года гвардии старший сержант Орешников Владимир Михайлович награждён орденом Славы 3-й степени.
16 октября 1944 года в бою за деревню Ретинай гвардии старший сержант Орешников со своим расчётом находился в боевых порядках стрелкового подразделения и с открытой позиции прямой наводкой подавил артиллерийскую батарею противника, нанёс ему большой урон в живой силе. Был представлен к награждению орденом Отечественной войны 2-й степени, командиром стрелкового 22-го гвардейского стрелкового корпуса статус награды был изменён.
Приказом по войскам 6-й гвардейской армии от 25 ноября 1944 года гвардии старший сержант Орешников Владимир Михайлович награждён орденом Славы 2-й степени.
27 декабря 1944 года в бою у населённого пункта Яунземьи гвардии старший сержант Орешников из орудия прямой наводкой уничтожил 4 огневые точки и большую группу солдат противника. Был ранен, но продолжал руководить действиями расчёта.
В 1945 году гвардии старшина Орешников был демобилизован.
Указом Президиума Верховного Совета СССР от 15 мая 1946 года за отвагу и героизм в боях с немецкими захватчиками в Великой Отечественной войне гвардии старший сержант Орешников Владимир Михайлович награждён орденом Славы 1-й степени. Стал полным кавалером ордена Славы.
Жил в городе Владивосток. Работал столяром в бассейне ДСЛ «Спартак». Участник Парада Победы 1990 года. Скончался 18 января 2008 года. Похоронен на  мемориальном участке Морского кладбища.
Награждён орденами Отечественной войны 1-й степени, Славы 3-х степеней, медалями.